# Amt Pausa
Das Amt Pausa war eine im Vogtländischen Kreis gelegene territoriale Verwaltungseinheit des 1806 in ein Königreich umgewandelten Kurfürstentums Sachsen. Zwischen 1657 und 1718 gehörte das Amt zum albertinischen Sekundogenitur-Fürstentum Sachsen-Zeitz.
Bis zum Ende der sächsischen Ämterverfassung im Jahr 1856 bildete es als sächsisches Amt den räumlichen Bezugspunkt für die Einforderung landesherrlicher Abgaben und Frondienste, für Polizei, Rechtsprechung und Heeresfolge.

## Geographische Ausdehnung
Das Gebiet des kleinen Amts Pausa lag im Nordwesten des sächsischen Vogtlands. Es umfasste die Stadt Pausa mit fünf umliegenden Dörfern und die Wüstung Reiboldsgrün, welche als Ausbuchtung in das Fürstentum Reuß älterer Linie bei Zeulenroda hineinragte. Die Stadt liegt auf einer Höhe von ungefähr 450 Meter über NN in einem Talkessel am Fluss Weida am westlichen Rand des Kurfürstentums Sachsen.
Die Orte gehören heute zur Stadt Pausa-Mühltroff, nur Unterpirk gehörte zur Gemeinde Rosenbach/Vogtl., welche beide im sächsischen Vogtlandkreis liegen.

## Angrenzende Verwaltungseinheiten
|                                | Fürstentum Reuß älterer Linie               |                               |
| Fürstentum Reuß jüngerer Linie | Kompassrose, die auf Nachbargemeinden zeigt | Fürstentum Reuß älterer Linie |
|                                | Amt Plauen                                  |                               |

## Geschichte
Das Amt Pausa war als Herrschaft Pausa Lehen der Mark Meißen und kam in der Mitte des 14. Jahrhunderts an die Herren von Plauen. Nach dem Ende des Vogtländischen Kriegs wurde es 1357 an das Haus Wettin verkauft, kam später aber zurück an die  Herren von Plauen, die es 1402 erneut dann die Wettiner verkauften und wieder zurückerwarben. Erst 1466 kam das Amt endgültig an den Landesherren. Seit der Leipziger Teilung im Jahr 1485 gehörte das Amt zur ernestinischen Linie der Wettiner. 1529 wurde im Vogtland die Reformation eingeführt.
Durch die Niederlage der Ernestiner im Schmalkaldischen Krieg kamen die drei vogtländischen Ämter Pausa, Plauen und Voigtsberg im Jahr 1547 in Besitz der böhmischen Krone. 1549 kauften die Herren von Plauen das Amt Pausa als böhmisches Lehen zurück. 1569 erwarb es der albertinische Kurfürst von den hoch verschuldeten Vögten von Plauen und es wurde Teil des neu gegründeten Vogtländischen Kreises innerhalb des Kurfürstentums Sachsen. Von 1657 bis 1718 gehörten die drei Ämter des Vogtländischen Kreises zum albertinischen Sekundogeniturfürstentum Sachsen-Zeitz. Nach 1764 wurde das Amt meist mit dem Amt Plauen gemeinsam erwähnt. 1856 wurde aus dem Amt der Gerichtsamtsbezirk Pausa gebildet, welcher 1875 in der Amtshauptmannschaft Plauen aufging.

## Zugehörige Orte
Städte
- Pausa

Dörfer
- Ebersgrün
- Linda
- Oberreichenau
- Unterreichenau
- Unterpirk

Herrensitze
- Rittergut Oberreichenau
- Herrensitz Unterreichenau